# Light art

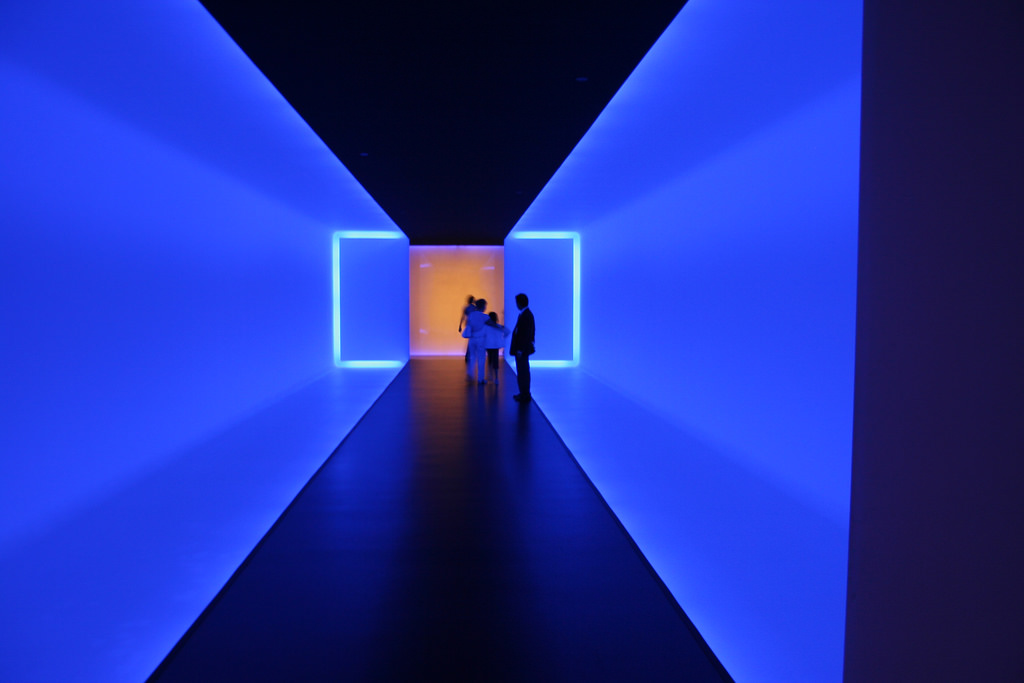
James Turrell's The Light Inside. The Museum of Fine Arts, Houston. 1999

La light art è una forma di arte visiva in cui il mezzo di espressione e il fine dell'opera è la luce.

## Storia
La light art vede i suoi esordi all'incirca attorno alla metà del XX secolo. Si afferma come forma d'arte mediante le opere di Dan Flavin e James Turrell.
Negli anni molte installazioni concettuali e minimaliste sono state definite come opere di Light Art anche se non lo erano in quanto la luce era solo un medium ma non il fine dell'opera.. Al contempo alcuni interventi di Light Art venivano valutate come opere minimaliste, basti vedere le installazioni di Dan Flavin presso la collezione di Villa Panza dove la luce è in rapporto osmotico con l'ambiente. Si potrebbe far risalire l'origine di questa forma d'arte con l'installazione di tubi al neon "Arabesco Fluorescente" di Lucio Fontana del 1951 durante la IX Triennale di Milano, tra le prime opere, assieme alle proiezioni ambientali di Bruno Munari e alle sperimentazioni di László Moholy-Nagy, dove la luce interagisce con lo spazio circostante.
La Light Art si distacca dall'arte concettuale e dal minimalismo per divenire una forma d'arte autonoma e ben definita nei decenni successivi  grazie agli interventi sempre maggiori ad opera di grandi artisti. Importante l'apporto dato in questo senso dal gruppo californiano Light and Space costituito da James Turrell, Robert Irwin, Doug Wheeler, Maria Nordman, Larry Bell, John McCracken e DeWain Valentine.
La problematica della luce attraversa tutta la storia dell'arte del XIX e XX secolo. Florence de Mèredieu scrive che la luce è oramai trattata come un oggetto o come un materiale a sé stante. La sua invisibilità ed evanescenza spingono a chiuderla, a immagazzinarla. La cattedrale gotica rappresenta senza dubbio il primo risultato rilevante dei tentativi di cattura della luce supportati da una teologia molto strutturata.
In tutto il mondo, la light art ha guadagnato notevole riconoscimento e popolarità. Città Importanti come Lione, Amsterdam, Sydney e Singapore sono diventate sedi di importanti festival tematici dedicati a questa particolare forma d'arte. Questi eventi hanno la capacità di trasformare gli spazi urbani in musei a cielo aperto, in cui installazioni luminose interagiscono con l'architettura circostante, creando atmosfere uniche e suggestive.
In Italia, un evento di particolare rilievo nel campo della light art è stato Light is Life, svoltosi a Brescia e Bergamo nel 2023. Questa manifestazione è stata realizzata in concomitanza con la designazione di Brescia e Bergamo come Capitali Italiane della Cultura per quell'anno. Durante il festival, le vie e i monumenti delle due città sono stati arricchiti e trasformati dalle opere di 17 eminenti artisti, sia italiani che internazionali. Tra le opere esposte, si distinguono quelle di Angelo Bonello, Chila Kumari Burman, Michelangelo Pistoletto, Marco Lodola, Federica Marangoni, Ivan Navarro e Oliver Ratsi.

## Esponenti
Dan Flavin, James Turrell, Olafur Eliasson, Robert Irwin, Bruce Munro e Waltraut Cooper. Tra gli italiani figurano Piero Fogliati, Carlo Bernardini, Massimo Bartolini, Romano Baratta, Angelo Bonello, Richi Ferrero, Marco Brianza, Gloria Ronchi, Marco Lodola, Federica Marangoni ed Emilio Ferro.